# Justiniano Apaza
Justiniano Rómulo Apaza Ordóñez (Puno, 5 de septiembre de 1942) es un educador, dirigente sindical y político peruano. Fue congresista de la república durante 2 periodos y 2 veces diputado por Arequipa desde 1984 hasta 1990.

## Biografía
Nació en la ciudad de Puno, el 5 de septiembre de 1942.
Realizó sus estudios primarios y secundarios en el Glorioso Colegio Nacional de San Carlos. Estudió luego la carrera de Educación en la Universidad Nacional de San Agustín de Arequipa. Posteriormente realizó un postgrado en educación en la misma universidad.
Es casado con María Antonieta Rondón Ortiz y tiene 4 hijos: Katiuzka, Vladimir, Zuleida y Zinaira.

## Trayectoria política
Desde muy joven se dedicó a la actividad sindical, iniciándola en el Gremio de Transportistas de Arequipa, llegando a ocupar los cargos de secretario general del Sindicato de Choferes Camioneros de Arequipa, secretario del Sindicato Único de Transportistas en Microbuses de Arequipa e integrante del Frente de Defensa de Arequipa.
Durante su vida sindical ha liderado diversos movimientos sociales y gremiales en el país, en los años 70s luchando contra la dictadura de Francisco Morales Bermúdez, en favor de la democracia y por el respeto a los derechos laborales de los trabajadores del Perú, lo que generó que fuera deportado en 1978 a Argentina y Panamá, conjuntamente con otros líderes de izquierda como Javier Diez Canseco, Valentín Pacho, Alfonso Baella Tuesta, Genaro Ledesma, Hugo Blanco, entre otros, siendo una de las víctimas de la llamada Operación “Plan Cóndor”.

### Diputado por Arequipa
Tras retornar al Perú, Apaza se reincorpora a la vida sindical e incursiona en el ámbito política participando como candidato por Arequipa a la Cámara de Diputados del Congreso de la República en las elecciones del año 1980 por la Unión de Izquierda Revolucionaria (UNIR), sin embargo, no resultó elegido. Posteriormente en el año 1984, Apaza luego fue convocado para asumir como diputado tras el fallecimiento de Horacio Zeballos Gámez y fue para completar el periodo parlamentario 1980-1985.
Al culminar su primera gestión, Apaza decidió postular nuevamente a la Cámara de Diputados como miembro de la coalición Izquierda Unida en las elecciones de 1985, resultando reelegido para el para el período 1985-1990 con 9,216 votos.
Durante su labor parlamentaria, Apaza se caracterizó por abrir las puertas del parlamento a los gremios sindicales y a la defensa de los derechos laborales.
Al culminar su periodo parlamentario, retornó a los fueros sindicales y a la actividad privada, desempeñándose como secretario general del Sindicato de Choferes Camioneros de Arequipa y paralelamente se desempeñó como transportista independiente.

### Congresista de la República
Luego de más de 20 años de estar alejado de la vida política, Justiniano Apaza retorna en las elecciones generales del año 2011 como miembro de la alianza Gana Perú de Ollanta Humala y postula por tercera vez al Congreso de la República por la circunscripción de Arequipa. Apaza es nuevamente reelegido, obteniendo 51,332 votos, y juramentado para el periodo parlamentario 2011-2016.
Durante su tercera gestión, apoyó nuevamente a los gremios sindicales, ciudadanos y defendió los derechos de los trabajadores. En el año 2014, Apaza decidió renunciar a la bancada de Gana Perú tras discrepancias con el forma de gobierno de Humala y posteriormente decidió formar la bancada Dignidad y Democracia junto con otros exmiembros del nacionalismo. Apaza fue vocero de la bancada en reemplazo de Juan Pari en 2015 y postuló a la primera vicepresidencia de la Mesa Directiva en lista presidida por Vicente Zeballos de Solidaridad Nacional, quien finalmente perdió contra Luis Iberico de Alianza para el Progreso.
Para las elecciones parlamentarias del 2016, Apaza se unió al Frente Amplio liderado por Verónika Mendoza y postuló a la reelección como congresista resultando electo para el periodo 2016-2021.
El 30 de septiembre del 2019, su cargo parlamentario llegó a su fin tras la disolución del Congreso decretada por el presidente Martín Vizcarra. Luego del cierre del Congreso, Apaza apoyó la disolución y permaneció en el Congreso hasta el 2020.